# Clos de Pirque-Trek
Clos de Pirque-Trek was een wielerploeg die een Chileense licentie had. De ploeg bestond sinds 2012 en werd in 2013 opgedoekt. Clos de Pirque-Trek kwam uit in de Continentale circuits van de UCI. Sirinio Saavedra Llanos was de manager van de ploeg.